# Royal Mail
Royal Mail ist der nationale Postdienst im Vereinigten Königreich. 1516 wurde die Royal Mail als eine Regierungsbehörde durch Heinrich VIII. gegründet. Ein Tochterunternehmen der Royal Mail ist Royal Mail Group Limited, die unter den Marken Royal Mail (Briefe) und Parcelforce (Pakete) auftritt. Zur Royal-Mail-Gruppe, die seit 2022 International Distributions Service heißt, gehört ferner das Logistikunternehmen General Logistics Systems.
Die Firma bietet Briefversand und Logistikdienstleistungen in Großbritannien an. Briefe und Pakete können in Briefkästen oder bei teilnehmenden Unternehmen abgegeben werden. Im Besitz von Royal Mail befinden sich die charakteristischen roten Briefkästen, welche ab 1852 aufgestellt wurden. Viele von ihnen tragen die Initialen des regierenden Monarchen. Die Auslieferung erfolgt täglich, außer an Sonn- und Feiertagen, zu einer festen Zustellgebühr für alle Ziele innerhalb Großbritanniens. Ziel des Unternehmens ist, alle first-class-Briefsendungen innerhalb eines Werktages zuzustellen.
Über die längste Zeit ihrer Geschichte war Royal Mail Teil des öffentlichen Dienstes, in der Rechtsform einer Regierungsbehörde und ab 1969 als ein Unternehmen in Staatsbesitz. Durch den Postal Services Act 2011 wurde der Royal Mail der Börsengang vorgeschrieben, und seit 2013 kann das Unternehmen an der London Stock Exchange gehandelt werden. Die Regierung behielt zunächst 30 % der Unternehmensanteile, trennte sich 2015 dann aber vollständig von diesen, womit die 499-jährige Geschichte des Staatsbesitzes der Post zu Ende ging. Das Unternehmen ist ein Mitglied des FTSE 250 Index.

## Geschichte

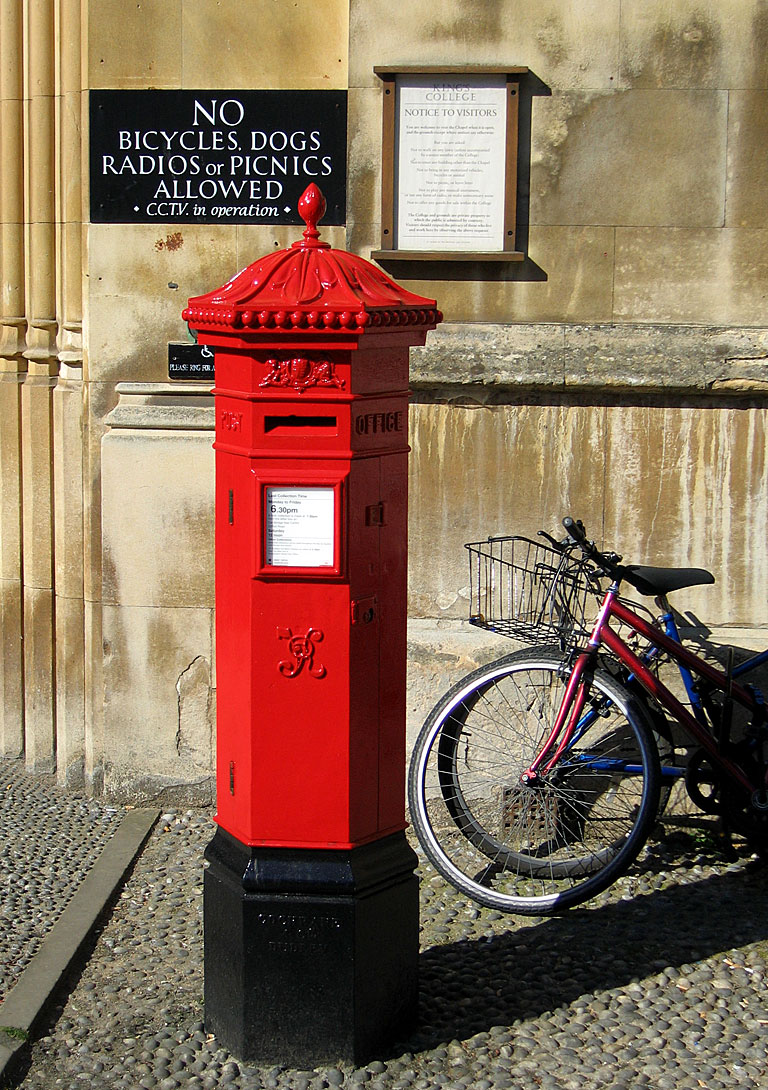
Sechseckiger viktorianischer Briefkasten („Pillar Box“) vor dem King’s College, Cambridge. Traditionell tragen die Briefkästen die Initialen des aktuellen Regenten bei ihrer Installation. Hier „VR“ für Victoria Regina. Weitere Modelle:

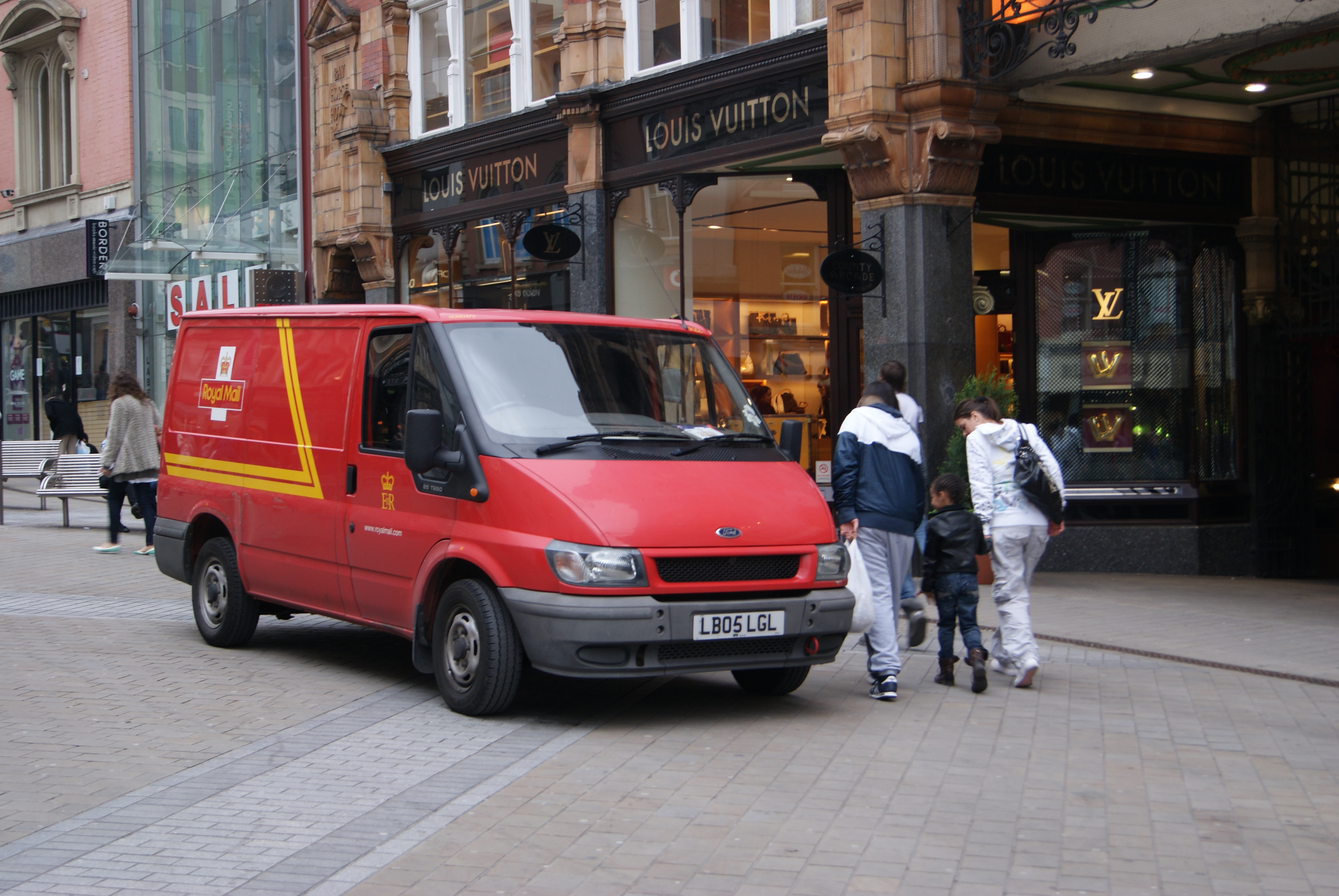
Lieferwagen in Briggate, Leeds.

Die Royal Mail kann ihre Geschichte bis in das Jahr 1516 zurückverfolgen, als Heinrich VIII. einen „Master of the Posts“ ernannte. Der Royal Mail Postdienst wurde 1635 durch Charles I. der Öffentlichkeit zugänglich gemacht. Unter Charles II. wurde 1660 das General Post Office nochmals gegründet. Es war bereits 1654/1657 von Oliver Cromwell geschaffen worden. Da die Ära der Cromwell-Republik in Großbritannien als illegal betrachtet wird, ist nach offizieller Lesart nur das Jahr 1660 als Gründungsjahr anzusehen, tatsächlich erfolgte der königliche Erlass aber gerade wegen des großen Erfolges der republikanischen Institution.
Ralph Allen, Postmaster in Bath, unterzeichnete zwischen 1719 und 1763 eine Reihe von Verträgen mit dem Post Office, um das britische Postnetz zu entwickeln und zu erweitern. Er organisierte einen Dienst mit Postkutschen, die teils von Wilson & Co. in London und teils von Williams & Co. in Bath zur Verfügung gestellt wurden. Diese frühen Kutschen der Royal Mail waren im Prinzip normale Personenkutschen mit Kutschern in einer Livree der Royal Mail. Ab 1830 wurde die Post mit der Eisenbahn transportiert.
Am 5. Dezember 1839 wurde die Post nach Vorschlägen von Rowland Hill einer grundlegenden Reform unterzogen, das 4-P.-Porto, bzw. innerhalb Londons 1 P., und am 10. Januar 1840 allgemein die Penny Post eingeführt. Für eine Sendung innerhalb Großbritanniens gab es nur noch eine einzige Gebühr, die vom Absender zu entrichten war. Um die Zahlung dieser Gebühr nachzuweisen, konnte der Absender ab 6. Mai 1840 die erste aufklebbare Briefmarke anbringen, die Penny Black, jedoch war noch jahrelang auch die bare Frankierung zulässig. Zusätzlich wurden ab dem 6. Mai 1840 Briefumschläge mit eingedrucktem Wert One Penny ausgegeben, die sog. Mulready-Umschläge. 1839 richtete die Royal Mail auch ihre erste regelmäßige Postverbindung nach Britisch-Indien, der damals wichtigsten Kolonie des British Empire, ein. The Indian Mail beförderte wöchentlich tausende Postsendungen per Zug und Dampfschiff ab London durch Frankreich und Italien, über das Mittelmeer und weiter über Ägypten, das Rote Meer und den Indischen Ozean nach Bombay.
Das GPO wurde 1969 von einem Ministerium in einen Staatsbetrieb umgewandelt. Der Posten des Postmaster General wurde abgeschafft. Das Post Office benannte sich im Jahr 2000 in 'Consignia' um. Dieser Namenswechsel war aber sowohl in der Öffentlichkeit als auch bei den eigenen Mitarbeitern sehr unpopulär. Die Organisation hieß ab 2002 dann „Royal Mail Group plc“ mit folgenden operativen Bereichen:
- Royal Mail, für den Briefversand
- Parcelforce, für den Paketversand
- Post Office Limited, die landesweit die Postfilialen im Stile des Einzelhandels verwalten

Die britische Regierung schuf 2001 eine Regulierungsstelle für die Post, Postcomm genannt, und bot Lizenzen zum Posttransport für private Firmen an. Im selben Jahr wurde auch das Consumer Council for Postal Service, besser bekannt als Postwatch, gegründet. Es dient dazu, dass Kunden ihren Probleme mit der Post offen Ausdruck verleihen können.
Beginnend ab dem 1. Januar 2006 verlor die Royal Mail ihr 350-jähriges Monopol und  der Postmarkt in Großbritannien wurde für Konkurrenten völlig geöffnet.
Am 12. September 2013 kündigte die britische Regierung die Privatisierung der Royal Mail an. 10 % der Aktien gehen an die Beschäftigten, der restliche Anteil soll institutionellen und privaten Anlegern zum Kauf angeboten werden. Die Postfilialen, welche von dem Unternehmen „The Post Office“ betrieben werden, verbleiben dagegen in staatlichem Besitz.
Im Mai 2024 stimmte die Muttergesellschaft IDS einem Übernahmeangebot der Investmentgesellschaft EP Group des tschechischen Unternehmers Daniel Křetínský in Höhe von 3,57 Milliarden Britischen Pfund (4,20 Milliarden Euro) zu. Er war bereits zuvor über die gemeinsam mit Patrik Tkáč gehaltene Vesa Equity Investment mit 27 % an IDS beteiligt. Vesa Equity ist bereits der größte Anteilhalter am niederländischen Postdienstleister PostNL. (Stand Mai 2024: knapp 30 %).

## Royal-Mail-Horizon-Skandal
Zwischen 1999 und 2015 wurden über 900 Postmeister (Subpostmasters) nach Buchhaltungsfehlbeträgen in ihren Filialen wegen angeblichen Diebstahls, falscher Buchführung und Betrug verurteilt, obwohl diese Fehlbeträge tatsächlich auf Fehler in der Buchhaltungssoftware von „The Post Office“ zurückzuführen war.

## Flotte
Das Luftdrehkreuz der Royal Mail ist am Nottingham East Midlands Airport. Die Royal Mail unterhält dort eine Boeing 737-3Y0. Außerdem betrieb Royal Mail bis 2018 das Postschiff St. Helena, das das gleichnamige britische Überseegebiet mit England und Südafrika verband.

## Zeitachse
- 1516: Royal Mail durch Heinrich VIII. unter einen „Master of the Posts“ gegründet
- 31. Juli 1635: Unter Charles I. wird der Postdienst der Öffentlichkeit zugänglich gemacht
- 1654: Oliver Cromwell vergibt das Monopol für Großbritannien an das „Office of Postage“
- 1657: Einführung von festen Gebühren
- 1660: Einrichtung des General Post Office durch Charles II.
- 1661: Erste Benutzung eines Datumsstempels, Ernennung des ersten Postmaster General
- 1784: Verkehr der ersten Postkutsche (Zwischen London und Bristol)
- 1793: Erste uniformierte Zusteller versehen ihren Dienst. Entstehung der „Post Office Investigation Branch“, der ersten bekannten Einheit zur Untersuchung von Verbrechen.
- 1830: Verkehr des ersten Postzuges (auf der Liverpool and Manchester Railway)
- 1840: Einführung der ersten aufklebbaren Briefmarke (der One Penny Black).
- 1853: Aufstellung der ersten Briefkästen auf dem britischen Festland.
- 1854: Rowland Hill wird Sekretär im Post Office.
- 1858: In London gibt es 10 Zustellbezirke
- 1870: Das Post Office beginnt mit einem Telegrafendienst.
- 1880: Die ersten Fahrräder werden für die Zustellung benutzt.
- 1881: Es wird zum ersten Mal Geld postalisch angewiesen.
- 1883: Die Paketpost nimmt ihren Dienst auf.
- 1894: Die ersten Motivpostkarten kommen auf.
- 1912: Das Post Office führt die ersten nationalen Telefondienste ein
- 1917: Die Postdistrikte in London werden in nummerierte Zonen aufgeteilt.
- 1919: Die erste internationale Luftpost wird zugestellt.
- 1927: Die London Post Office Railway geht in Betrieb.
- 1968: Die National Giro Bank wird eröffnet.
- 1969: Das General Post Office wird von einer Behörde in einen Staatsbetrieb umgewandelt.
- 1974: Die Postleitzahlen werden in ganz Großbritannien eingeführt
- 1979: Das Prestel Videotex-System wird gestartet.
- 1981: Die Telekommunikationsdienste werden zur British Telecom verlagert. Umbenennung in Post Office.
- 1986: Trennung der Geschäftszweige Briefversand, Paketversand und Postfilialen.
- 1990: Verkauf der Girobank an Alliance & Leicester
- 1997: Die Verbindung zwischen der Royal Mail und den Londoner Bahnhöfen wird beendet.
- 1999: Mit „Royal Mail ViaCode“ (auch „ViaCode Limited“ genannt) versuchte die Royal Mail in das Geschäft mit der Internet-Sicherheit und digitalen Zertifikaten einzusteigen. Das Unternehmen wurde 2002 wieder geschlossen.
- 1999: Einführung der Software Horizon, die in der Folge zum Royal Mail Horizon-Skandal führte.
- 2000: Kurzzeitige Umbenennung in „Consignia“.
- 2001: Neil Monk tritt in die Dienste der Royal Mail. Das Restrukturierungsprogramm „Apollo Project“ läuft an.
- 2003: Der Betrieb des London Post Office Railway wird eingestellt.
- 2004: Nur noch eine Auslieferung pro Tag, die Travelling Post Offices / Mail Trains (rollende Sortierstationen) werden eingestellt, Einführung von SmartStamp.
- 2005: Die Mail Trains werden auf einigen Strecken wieder eingeführt.
- 2006: Die Royal Mail verliert ihr Postmonopol, als die Postcomm drei Jahre vor dem Rest von Europa den Postmarkt freigibt. Einführung eines neuen Preissystems.
- 2006: Der Postmitarbeiter Roger Annies wird vom Dienst suspendiert, weil er inoffiziell an die Bewohner von Barry, South Wales Handzettel zur Vermeidung von Werbepost verteilt hat.
- 2006: Online Postage erlaubt es den Kunden der Royal Mail Porto über das Internet zu bezahlen und nicht Briefmarken zu erwerben (vergleichbar mit der Internetmarke der Deutschen Post).
- 2013: Börsengang der Royal Mail.

## Nicht-postalische Dienstleistungen
Die Royal Mail führte 1870 Telegrafendienste und 1912 Telefondienste ein. Sie war bis zur Gründung der British Telecom für das britische Telefonnetz verantwortlich.
Die National Giro Bank wurde 1968 gegründet und 1990 an Alliance & Leicester verkauft.
Historisch wurden viele Regierungszahlungen und Staatspensionen bar durch das Netz der Postfilialen ausgezahlt. Da aber in den letzten Jahren die Auszahlung solcher Leistungen immer mehr durch Banküberweisungen erfolgte, führte das zu einem Umsatzrückgang bei der Royal Mail und zur Schließung von Filialen.

## Öffentliches Interesse
Die Royal Mail wird durch die Postcomm reguliert. Die Interessen der Kunden werden durch Postwatch wahrgenommen. Das Verhältnis zwischen beiden Organisationen war nicht immer gut. Im Jahr 2005 ging Postwatch verfassungsrechtlich gegen Entscheidungen der Postcomm vor.
Das verantwortliche Ministerium ist das Handels- und Industrieministerium, wobei die öffentlichen Finanzinteressen vom Shareholder executive wahrgenommen werden.

## Versendungen nach Deutschland
Je nach Versendungsform nutzt Royal Mail sowohl Deutsche Post DHL als auch die eigene Tochterfirma GLS sowie Hermes in Deutschland als Logistikpartner. Von DHL verwaltete Zustelladressen (Packstation), die von GLS bzw. Hermes nicht bedient werden, führen ggf. zur Rücksendung zum Absender. Um an GLS übergebene Sendungen zu kontrollieren, können in der Sendungsverfolgung von GLS auch Royal-Mail-Paketnummern direkt eingegeben werden, um die zugehörige GLS-Paketnummer und den Sendungsstatus einzusehen.